# Accordo Faysal-Weizmann
L'Accordo Faysal-Weizmann venne firmato il 3 gennaio 1919 dall'Emiro Faysal (figlio dello Sceriffo della Mecca e Re dell'Hegiaz al-Husayn ibn Ali) e da Chaim Weizmann (in seguito presidente dell'Organizzazione Sionista Mondiale) come parte della Conferenza di pace di Parigi, per appianare dispute sorte conseguentemente alla prima guerra mondiale. Fu un accordo dalla vita breve, per una cooperazione arabo-ebraica circa lo sviluppo di una patria ebraica in Palestina e di una nazione araba occupante gran parte del Vicino Oriente.
Weizmann incontrò per la prima volta Faysal nel giugno 1918, durante l'avanzata britannica da sud, contro l'Impero ottomano, nel corso della prima guerra mondiale. In qualità di capo di un'estemporanea "Commissione Sionista", Weizmann viaggiò verso il sud della Transgiordania per l'incontro. Lo scopo previsto era quello di stringere un accordo tra Faysal e il movimento sionista, per sostenere futuri insediamenti ebrei in Palestina.

I desideri degli Arabi palestinesi sarebbero stati ignorati e Weizmann ebbe modo di definire" perfidi", "arroganti", "maleducati", e "avidi" i Palestinesi, lamentandosi con i Britannici che il sistema in Palestina "non teneva in conto il fatto che esiste una fondamentale differenza qualitativa tra ebrei e Arabi". Dopo il suo incontro con Faysal, Weizmann disse che questi fu "sprezzante nei confronti degli Arabi palestinesi, che egli non considera nemmeno come Arabi".
In preparazione per l'incontro, i britannici avevano scritto a Faysal: "sappiamo che gli Arabi disprezzano, condannano e odiano gli ebrei", specificando che la razza ebraica è "universale, potente e non può essere umiliata". Stanti così le cose, asserivano gli organismi d'intelligence britannici, Faysal era avvisato della sua convenienza a trattare il movimento sionista come un potente alleato, piuttosto che opporvisi. Nell'incontro, Weizmann e Faysal stabilirono un accordo informale in base al quale l'Emiro avrebbe sostenuto il piano di dar vita a grandi insediamenti ebraici in Palestina, mentre il movimento sionista avrebbe aiutato lo sviluppo di una vasta nazione araba che Faysal sperava di far sorgere.
Weizmann e Faysal si incontrarono nuovamente, sempre nel 1918, a Londra e poco dopo alla Conferenza di pace di Parigi. Il 1º gennaio 1919, firmarono un accordo scritto che porta i loro nomi.
L'accordo impegnava entrambe le parti a condurre tutte le relazioni tra i due gruppi con la più cordiale buona volontà e comprensione, per lavorare assieme e incoraggiare l'immigrazione degli ebrei in Palestina su vasta scala, proteggendo al tempo stesso i diritti dei contadini e dei proprietari terrieri arabi, e per salvaguardare la libertà di pratica delle convinzioni religiose. I luoghi santi musulmani sarebbero stati sotto controllo musulmano.
Il movimento sionista si assunse l'incarico di assistere i residenti arabi della Palestina e il futuro Stato arabo a sviluppare le proprie risorse naturali e stabilire una fiorente economia.
Gli Arabi avrebbero pertanto accettato la Dichiarazione Balfour del 1917 che chiedeva l'istituzione di un "focolare nazionale" ( national home ) ebraico in Palestina e le dispute sarebbero state sottoposte al governo britannico per eventuali arbitraggi.
Faysal condizionò però la sua accettazione dell'accordo all'esaudimento delle promesse britanniche fatte in tempo di guerra da Sir Henry MacMahon, Alto Commissario britannico in Egitto allo Sceriffo della Mecca, suo padre, che parlavano dell'indipendenza della parte araba dell'Impero ottomano.
L'Accordo Faysal-Weizmann sopravvisse solo per pochi mesi, ma ebbe un effetto profondo sulla storia del conflitto e fu un documento storico di riconciliazione tra arabi ed ebrei in Vicino Oriente. L'esito della Conferenza di pace di Parigi non produsse l'imprecisato Stato arabo che Faysal desiderava, principalmente perché britannici e francesi avevano ancor prima stretto un loro accordo segreto (l'Accordo Sykes-Picot del 1916) che divideva il Vicino Oriente in rispettive sfere di influenza e ben presto Faysal iniziò ad esprimere dubbi sulla cooperazione con il movimento sionista. Nel giro di un anno egli infatti si appellò al Regno Unito perché garantisse agli Arabi di Palestina i loro diritti politici come parte del suo progettato Regno Siriano che visse pochissimo tempo, visto il deciso intervento militare francese del gen. Henri Gouraud.